# Starý bazar (Skopje)

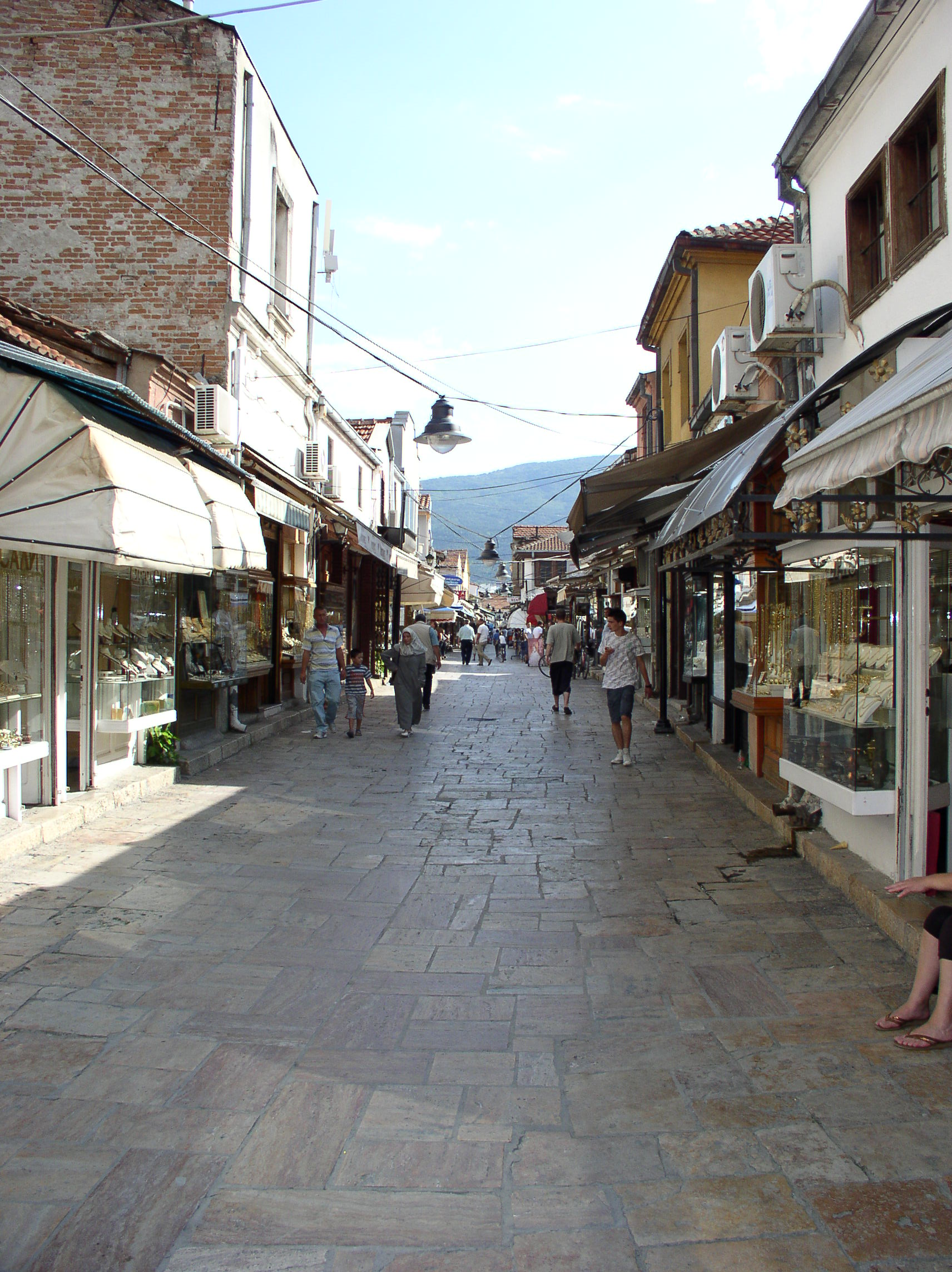
Bělehradská ulice

Starý bazar ve Skopje (makedonsky Stara skopska čaršija, Стара скопска чаршија; albánsky Çarshia e Vjetër; turecky Üsküp Çarşısı) je stará obchodní a tržní čtvrť. Tato kulturně-historická část města je jednou z nejznámějších pamětihodností. 
Administrativně leží bazar na území čtvrtí Čair a Centar.
Nachází se mezi Kamenným mostem (Kamen most) na jihozápadě a částí Bit bazar a mezi pevností Kale na západě a řekou Vardar, protékající jižně za bulvárem Goce Delčeva. V minulosti zde probíhala veškerá hospodářská činnost ve městě. Mezi 16. a 17. stoletím dosáhlo Staré město největšího rozmachu, stalo se jedním z největším a nejrozvinutějších orientálních bazarů na Balkáně. Osmanský cestovatel Evlija Čelebi, který zde pobýval na počátku 17. století uvádí, že zde v té době bylo více než 2000 obchůdků a stánků. I v současnosti je zde více než 40 dlážděných ulic a několik náměstí, mnoho rušných obchodů, restaurací a kaváren. Staré město poskytuje pohled na kontrast mezi starou a novou částí Skopje.
První doložené zprávy o obchodní čtvrti na místě dnešního bazaru pochází z 12. století. V dobách osmanské vlády bylo ve čtvrti 30 mešit, nespočet Karavansarajů a také madras, náboženských komplexů (teḱe) a další otevřené budovy osmanské architektury. 
V průběhu historie byl bazar poškozen zemětřeseními v letech 1555 a 1963, velkým požárem města v roce 1689 a během obou světových válek. Přes tato poškození je bazar jedinečnou památkou na bohaté a proměnlivé dějiny země a přínos mnoha odlišných kultur.
Výnosem z 13. října 2008 prohlásil parlament Starý bazar za kulturní památku zvláštního významu, zasluhující státní ochranu. Koncem roku 2010 začal pětiletý program revitalizace s cílem obnovit některé stavby s jejich původním účelem, podpořit tradiční rukodělnou výrobu a napomoci dalšímu společensko-kulturnímu rozvoji čtvrti.